# 鳥取短期大学
鳥取短期大学（とっとりたんきだいがく、英語: Tottori College）は、鳥取県倉吉市福庭854に本部を置く私立短期大学。1971年開学。略称は鳥短（とりたん）。

## 概観

### 大学全体
- 学校法人藤田学院が運営する私立短期大学である。開学当初は鳥取女子短期大学（設置者：学校法人鳥取女子短期大学）として女子学生を対象とした短期大学だったが、2001年の開学30周年を期に男女共学へ移行し、あわせて大学名を現在の鳥取短期大学へ改める。現在、鳥取県唯一の短期大学となっている。学科体制は2学科と1学科3専攻となっている。

### 教育および研究
- 幼児教育保育学科では、附属こども園での教育実習を取り入れている。
- 鳥取県内唯一の司書課程が開設されている。単位互換制度を利用して、鳥取大学地域学部の学生も司書課程の授業を受講し、資格を取得している。

### 学風および特色
- 鳥取県内唯一の短期大学となっている。
- 地元地域に密着した活動も活発で、行政・企業・個人などが加入する「鳥取看護大学・鳥取短期大学と地域の発展を推進する会」という組織が存在する。
- 少人数の学生数を生かし、アットホームな雰囲気の中で教育を行う姿勢を掲げている。

## 沿革
- 1971年
  - 3月10日 左記を以て文部省[注 3]より短期大学の設置が認可される[注 4]。
  - 4月1日 鳥取女子短期大学（とっとりじょしたんきだいがく）として以下の学科体制にて開学[注 5]。
    - 英語科 入学定員100名[注釈 1]
    - 家政科 入学定員50名[注釈 1]
    - 幼児教育科 入学定員50名[注釈 1]

  - 5月1日 学生数[5]/定員
    - 英語科 92[注釈 2]/100
    - 家政科 68[注釈 2]/50
    - 幼児教育科 51[注釈 2]/50
- 1973年
  - 4月1日 以下の変更あり[注 6]。
    - 英語科→英語学科
    - 幼児教育科→幼児教育学科
    - 家政科→家政学科[注 7]。
      - 家政専攻 入学定員50名
      - 食物栄養専攻 入学定員50名

  - 5月1日 学生数[11]/定員
    - 英語学科 57[注釈 2]/150
    - 家政学科 117[注釈 2]/150
    - 幼児教育学科 240[注釈 2]/100
- 1976年
  - 4月1日 幼児教育学科の入学定員を50→150に増員[注 8]。
  - 5月1日 学生数[15]/定員
    - 英語学科 71[注釈 2]/200
    - 家政学科 193[注釈 2]/200
    - 幼児教育学科 353[注釈 2]/200
- 1977年
  - 1月5日 専攻科の設置が認められ、以下の課程を設ける[16]。
    - 英語専攻 入学定員10名
    - 家政専攻 入学定員10名
    - 幼児教育専攻 入学定員20名

  - 4月1日 英語学科の入学定員を100→50に減員[注 9]。
  - 5月1日 学生数[18]/定員
    - 英語学科 68[注釈 2]/150
    - 家政学科 168[注釈 2]/200
    - 幼児教育学科 414[注釈 2]/300
- 1979年
  - 4月1日 家政学科家政専攻を生活科学専攻に名称変更する[注 10]。
- 1985年
  - 5月1日 学生数[21]/定員
    - 英語学科 51[注釈 2]/100
    - 家政学科 155[注釈 2]/200
    - 幼児教育科 180[注釈 2]/300
- 1991年
  - 4月1日 この年度の入学生より、専攻科幼児教育専攻を以下の課程に改組する[注 11]　
    - 福祉専攻 入学定員20名
- 1992年
  - 4月1日 以下、変更あり[24]。
    - 英語学科→英語英文学科 入学定員を50→70に増員[注釈 3]。
    - 家政学科→生活学科
      - 生活科学専攻 入学定員を50→80に増員[注釈 3]

  - 5月1日 学生数[注 12]/定員
    - 英語英文学科 77[注釈 2]/70
      - 英語科 57[注釈 2]/50

    - 生活学科 169[注釈 2]/130
      - 家政学科 133[注釈 2]/100

    - 幼児教育学科 257[注釈 2]/300
- 1994年
  - 4月1日 以下の学科を増設する[29]。
    - 日本文化学科 入学定員50名[30]　

  - 同 幼児教育学科の入学定員を150→100に減員[注 13]
  - 5月1日 学生数[33]/定員
    - 英語英文学科 125[注釈 2]/140
    - 生活学科 306[注釈 2]/260
    - 幼児教育学科 303[注釈 2]/250
    - 日本文化学科 54[注釈 2]/50
- 1996年
  - 4月1日 専攻科に以下の課程を設ける[34]。
    - 日本文化専攻 入学定員☆名
- 1997年
  - 4月1日 専攻科家政学専攻を生活科学専攻に改組[35]。
- 1998年
  - 4月1日 専攻科に以下の課程を設ける[36]。
    - 食物栄養専攻 入学定員10名
- 1999年
  - 4月1日 以下の学科については、この年度で学生募集を最終とする[注 14]。
    - 生活学科生活科学専攻
    - 日本文化学科

  - 5月1日 学生数[38]/定員
    - 英語英文学科 54[注釈 2]/140
    - 生活学科 192[注釈 2]/260
    - 幼児教育学科 224[注釈 2]/200
    - 日本文化学科 59[注釈 2]/100
- 2000年
  - 4月1日 この年度の入学生より、英語英文学科に日本文化学科を統合して以下の学科に再編する[37]。
    - 国際文化交流学科 入学定員70名

  - 同 生活学科に以下の課程を設ける[37]。
    - 生活経済専攻 入学定員40名
    - 住居・デザイン専攻 入学定員40名
- 2001年
  - 4月1日 4月1日 男女共学化にあわせて、大学名を鳥取短期大学へ変更[39]。
  - 12月20日 以下の学科についてはこの年度をもって正式に廃止とする[40]。
    - 日本文化学科

  - 以下の学科・専攻についてはこの年度をもって正式に廃止とする[41]。
    - 生活科学専攻
- 2002年
  - 4月1日 専攻科に以下の課程を設ける[40]。
    - 住居専攻 入学定員10名

  - 以下の学科・専攻についてはこの年度をもって正式に廃止とする[42]。
    - 英語専攻
- 2003年
  - 4月1日 専攻科に以下の課程を設ける[42]。
    - 国際文化専攻
    - 経営情報専攻

  - 以下の学科・専攻についてはこの年度をもって正式に廃止とする[43]。
    - 専攻科日本文化専攻
- 2005年
  - 4月1日 生活学科生活経済専攻を情報・経営専攻に改称[44]。
- 2006年
  - 4月1日 以下の変更あり[45]。
    - 幼児教育学科→幼児教育保育学科 入学定員100→120
    - 国際文化交流学科 70→50

  - 財団法人短期大学基準協会の第三者評価を受け「適格」と認定。
- 2007年
  - 地域交流センターを開設。
- 2010年
  - 4月1日 専攻科の住居専攻を住居・デザイン専攻に名称変更する[46]。
- 2014年
  - 4月1日 以下、一部の学科・専攻について入学定員の変更あり[47]。
    - 国際文化交流学科 50→40
    - 生活学科
      - 情報・経営専攻 40→35
      - 住居・デザイン専攻 40→30

    - 幼児教育保育学科 120→145
- 2019年
  - 4月1日 専攻科に以下の課程を再設置する[48]。
    - 幼児教育専攻 入学定員20名[注 15]
- 2022年
  - 4月1日 学科・専攻の一部について、入学定員の変更あり[49]。
    - 生活学科情報・経営専攻 35→40
    - 幼児教育保育学科 145→140
- 2024年
  - 4月1日 国際文化交流学科を地域コミュニケーション学科に名称変更する[50]。
- 2026年度より、食物栄養専攻をフードデザイン専攻に名称変更予定。

## 基礎データ

### 所在地
- 鳥取県倉吉市福庭854

### 交通アクセス
- JR山陰本線倉吉駅よりスクールバスあり。

### 象徴
- 鳥取短期大学の学章は、星座シグナス（白鳥座）からデザインされたものである[注 16]。開学時に、天文学者である荒木俊馬（京都産業大学初代学長、京都大学名誉教授）より寄贈された。
- マスコットキャラクターは、2001年の男女共学移行時に採用された「とりたん」となっている。このマスコットキャラクターは全国で公募され、大学の隣町である北栄町出身の青山剛昌（漫画家）によって選定された。

## 教育および研究

### 組織

#### 学科
- 地域コミュニケーション学科 入学定員40名
- 生活学科
  - 情報・経営専攻 入学定員40名[54]
  - 住居・デザイン専攻 入学定員30名[54]
  - 食物栄養専攻 入学定員50名[54]
- 幼児教育保育学科 入学定員140名[54]

#### 学科の変遷
- 英語科→英語学科→英語英文学科→国際文化交流学科→地域コミュニケーション学科
- 家政科→家政学科→生活学科
  - 家政学専攻→生活科学専攻 入学定員80名[注釈 4]
  - 住居・デザイン専攻
  - 食物栄養専攻
- 幼児教育科→幼児教育学科→幼児教育保育学科
- 日本文化学科 入学定員50名[注釈 4]

#### 専攻科
昼間部2年制の課程
- 国際文化専攻[注釈 5]入学定員10名[54]

昼間部1年制の課程
- 経営情報専攻 入学定員5名[54]
- 住居・デザイン専攻 入学定員10名[54]
- 食物栄養専攻[注釈 5]入学定員10名[54]
- 幼児教育専攻 入学定員20名[54]

##### 過去にあった専攻科
- 福祉専攻[注釈 5]入学定員20名[注 17]
- 日本文化専攻[注釈 5]入学定員☆名[注 18]

#### 別科
- なし

### 資格
取得資格
- 栄養士：生活学科食物栄養専攻
- 保育士：幼児教育保育学科
- 司書：地域コミュニケーション学科、生活学科住居・デザイン専攻、情報・経営専攻

受験資格
- 一級建築士、二級建築士：生活学科住居・デザイン専攻

教職課程
- 栄養教諭二種免許状：生活学科食物栄養専攻
- 幼稚園教諭二種免許状：幼児教育保育学科

過去にあった受験資格
- 中学校教諭二種免許状（英語）：国際文化交流学科
- 中学校教諭二種免許状（家庭）：家政学科生活科学専攻[58]

### 附属機関
- 付属図書館：鳥取看護大学と共同。短大側が本館、看護大側が別館となっている。
- 絣研究室・美術館
- グローカルセンター：鳥取看護大学と共同

### 研究
- 渡部 容子, 鳥取女子短期大学『高等学校工業科教員の養成・採用・研修に関する実証並びに比較研究』[59]
- 鳥取女子短期大学北東アジア文化総合研究所/編『韓国江原道の歴史と文化』[60]
- 『鳥取女子短期大学研究紀要』[61]
- 『鳥取短期大学研究紀要』[62]

## 学生生活

### 部活動・クラブ活動・サークル活動
- 鳥取短期大学のクラブ活動
  - 運動系：バレーボール部、バドミントンサークル、卓球部、テニスサークル、軟式野球部、アウトドアサークル、ダイエット部、ハンドボール部、空きコマクラブ、TCN響（ダンスサークル）、バスケットボール部、フラ、フットサル
  - 文化系：新聞会、図書館俱楽部、手話研究部、ToCoToN FAST（防災サークル）、映画研究会、キッズサークル、吹奏楽部、妖怪サークル、麻雀部、模型サークル、写真サークル、温泉同好会、メディアミックス館、軽音楽部、歌唱部、とりたん看護盛り上げ隊

### 学園祭
- 鳥取短期大学の学園祭は「シグナス祭」と呼ばれ、毎年10月に開催されている。

## 大学関係者と組織

### 大学関係者組織
- 同窓会組織「白鳥会」がある。

### 大学関係者一覧

#### 教員
- 村松英子：女優、元英文科教授（客員教授の後、専任へ）
- 南部忠平：元学長、元陸上競技選手、1932年ロサンゼルスオリンピック金メダリスト
- 佐々木倫生：元学長、元京都女子大学学長、哲学者
- 山田修平：前学長、学校法人藤田学院理事長、鳥取看護大学学長、経済学者
- 國本真吾：幼児教育保育学科教授、教育学者

#### OB・OG
- Manami（女性歌手デュオ「Paix2」メンバー）
- 腹よしお（ロックバンド「あほ男」ボーカル）

## 施設

### キャンパス
- 2015年度、法人内に鳥取看護大学が設置され、キャンパスも共有している。
- A館：講義室やピアノ室、教員研究室や各種実習室、シグナスキッチン（学生食堂）がある。
- B館：講義室がある。
- C館：1～2階に図書館、3階に教員研究室がある。
- D館：入試広報課、教員研究室などがある。
- 給食管理実習棟：生活学科食物栄養専攻が集団給食の実習を行うための施設。
- シグナスホール：大講義室、体育館、アリーナがある。
- クラブハウス
- 交流センター：2021年4月、学生会館跡地に設置。1階にはシグナスファミリー（コンビニ。ファミリーマートの商品が並んでいる）、グローカルセンター、相談室ここはな、保健室がある。2階には中講義室、ラーニングコモンズ、3階には学びスペースひだまり、キャリア支援課、大会議室がある。
- 学生駐車場
- とりたんプラザ
- グラウンド
- 学生寮：「シグナス寮」と称する。入寮は女子学生のみを対象としている。かつては「白鳥寮」と称し、現在の鳥取看護大学棟の位置に存在したが、鳥取看護大学設置に伴い取り壊され、2015年、倉吉駅前に新設された。

## 対外関係

### 地方自治体との協定
- 鳥取県立図書館・倉吉市立図書館と協定を結んでいる。
- 2013年、鳥取県と設置法人の間で保育士養成に関する協定を結んでいる。
- 2014年、倉吉市と設置法人の間で包括連携協定を結んでいる。
- 2016年、鳥取県と設置法人の間で包括連携協定を結んでいる。

### 他大学との協定

#### 単位互換制度
- 鳥取大学地域学部（旧教育学部時代に協定締結）
- 放送大学

### 関係校
- 1984年、釧路短期大学と姉妹校の協定を結び、相互に交流を行っていた。
- 大学コンソーシアム山陰として、鳥取大学・公立鳥取環境大学・島根大学・島根県立大学短期大学部との交流があった。
- 大学コンソーシアム山陰が解消された後も、山陰地方の他大学とは大学間共同連携事業などにより、共同で事業を行っている。
- 香川短期大学とは、相互評価などでの交流がある。

## 卒業後の進路について

### 就職について（2023年3月実績）
- 国際文化交流学科：事務職、サービス接遇、営業・販売職は63%、司書職は11%、進学は11%である。
- 生活学科
  - 情報・経営専攻：事務職、サービス接遇、営業・販売職は70%、情報処理技術は9%、進学は15%である。
  - 住居・デザイン専攻：設計・施工は46%、デザイン・インテリアは12%、進学は12%である。
  - 食物栄養専攻：栄養士としての就職は67%、調理員は17%、進学は2%である。
- 幼児教育保育学科：保育士・幼稚園教諭としての就職は91%である。

### 進学・編入学実績
- 近年は鳥取短期大学専攻科のほか、島根大学・多摩美術大学・美作大学・くらしき作陽大学などが実績として挙げられる。

## 関連機関
- 認定こども園 鳥取短期大学附属こども園（旧附属幼稚園・附属保育園）
鳥取県倉吉市にある私立の幼保連携型認定こども園。設置者は、大学と同じ学校法人藤田学院。2010年4月、従来の設置者であった学校法人鳥取短期大学附属幼稚園が解散し、同じ敷地内にある「鳥取短期大学」の設置者である学校法人藤田学院に統合された。「附属幼稚園」の名称であったが、正確には大学の附属学校ではなく、同じ学校法人の傘下の学校である。2011年度、保育所（園）が併置されて幼稚園型の「認定こども園」となったが、2012年度に保育園が認可扱いとなり幼保連携型の認定こども園となった。2015年度より、子ども・子育て支援新制度による幼保連携型認定こども園となった。2016年度より、名称から「幼稚園」「保育園」を外し、制度上の幼保連携型認定こども園の通りに「附属こども園」に改めた。